# عيد البربارة
عيد البربارة أو عيد القديسة بربارة أو عيد الشهيدة بربارة هو عيد مسيحي يُحتفل فيه بشكل خاص بين المسيحيين العرب في لبنان، سوريا، إسرائيل، فلسطين، الأردن وتركيا. يحتفل به المسيحيون الغربيون يوم 4 ديسمبر، والشرقيون في السابع عشر منه.

## عادات وتقاليد العيد

### في بلاد الشام
يحتفل المسيحيون عادةً في بلاد الشام بالعيد مساء يومي 3-4 كانون الأول من كل سنة بتقاليد خاصة. إذ يخرج الأطفال والشباب مساءً في أزياء تنكرية ويطوفون على بيوت الجيران والأقارب والأصدقاء ويعايدونهم فيتم إعطاءهم بعض الحلويات أي ما يشبه (العيدية). ويرافق احتفالات البربارة أغاني وأناشيد حيث يخرج الناس إلى ساحات القرى وينشدوا الأناشيد الدينية والأهازيج.

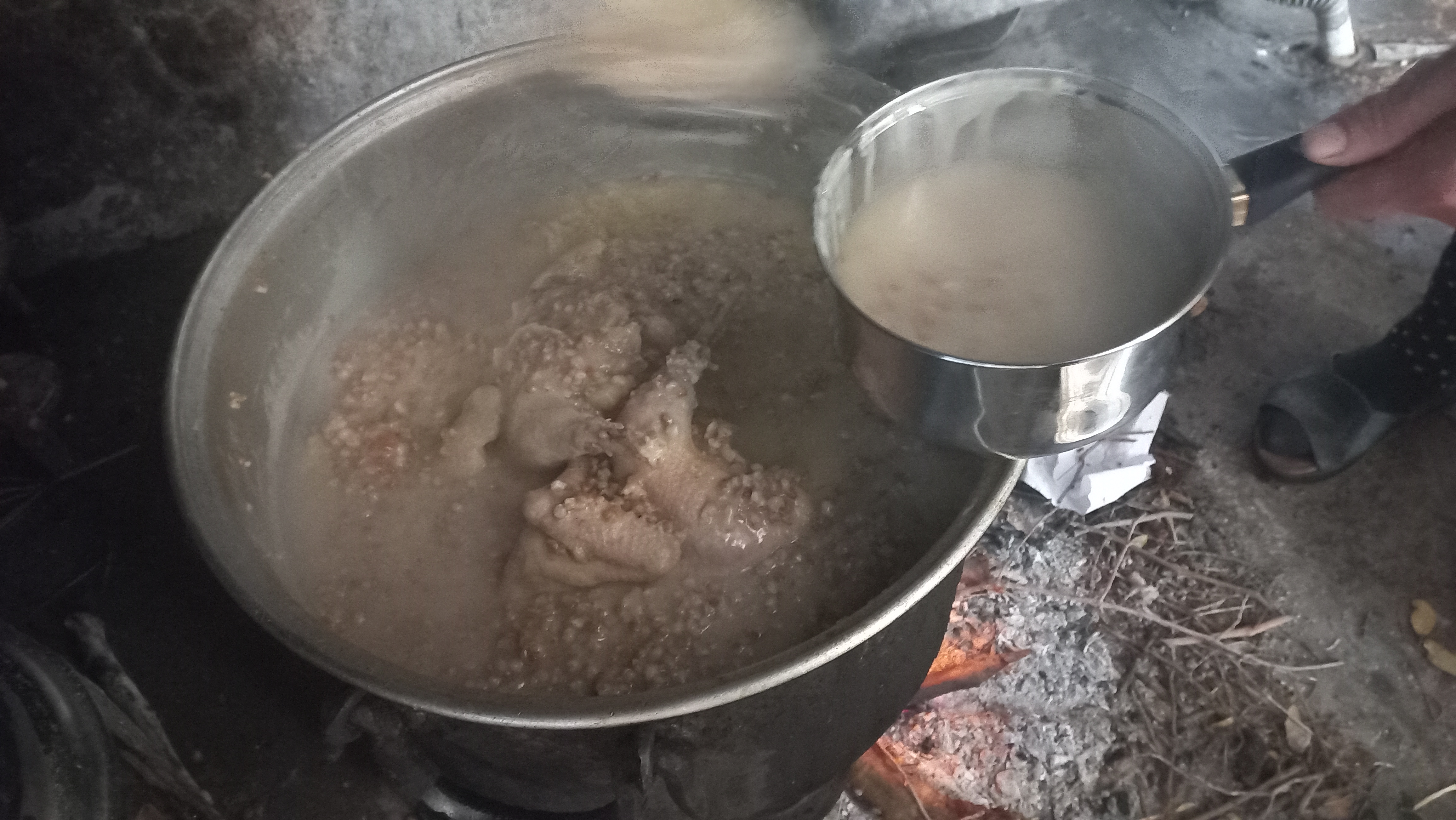
حلوى الهريسة أو القمحية التي تقدم في الساحل السوري خلال عيد البربارة

وفي يوم العيد يتم سلق القمح والذرة التي يتم تقديمها مع السكر والرمان أو إضافات تحليه أخرى وتُعرف باسم «البربارة» وهي طبق تقليدي لهذا اليوم يقدم كنوع من تحلية وليس طعام.